# オンデマンドコマース
オンデマンドコマース（On Demand commerce）とは、顧客からの発注をもって商品の仕入や製造をおこなうコマース形態である。製造の場合は「受注生産」のことである。以下、主に受注生産について述べる。
通常のコマースでは「需要予測 - 仕入 - 製造 - 在庫管理」等のプロセスがあるが、オンデマンドコマースでは顧客からの「発注 - 製造 - 出荷」が基本となる。よって、多くの受発注プロセスや在庫リスクを回避することが可能で、通常のコマース形態に比べて人件費、在庫管理費等を削減できるメリットがある。
印刷物については1990年代からオンデマンド印刷が普及しており、近年ではアパレルや各種グッズへの展開がスタートしている。
一度の製造が小ロットとなる場合には、数量効果が出ず高コストとなる場合があるが、現在は、インターネットを活用することで各プロセスを短縮し、小ロットによる高コストというデメリットを払拭するサービスも出現している。オンデマンドコマースでは小ロットや1点のみのパーソナルな商品も扱われ、新しい需要を創出している。